# Miske (Hongrie)
Pour les articles homonymes, voir Miske.
Miske est un village et une commune du comitat de Bács-Kiskun en Hongrie.